# Хитлум
У измишљеном свету Арди, енглеског писца Џ. Р. Р. Толкина, Хитлум је регија у северозападном Белеријанду, близу Хелкараксеа.
Хитлум је био одвојен од централног Белеријанда планинским ланцем Еред Ветрин, а назван је по морској измаглици која се у то време тамо стварала: Хитлум на синдаринском језику значи „сеновита магла“ (квен. Hísilómë).
Хитлум је био подељен на Митрим, где су се налазили двори Узвишених краљева Нолдора, и на Дор-ломин, који је касније постао феуд куће Хадора.
Врхови Еред Ветрина ("Планине сенке") су чинили јужни и источни зид Хитлума и имали су свега неколико пролаза. Тако су чиниле природну одбрамбену линију. Западни зид су чиниле Планине одјека (Еред Ломин), које су се савијале на северозапад, према Хелкараксеу.
Ламот се налази западно од Еред Ломина и није сматран за део Белеријанда, нити Хитлума. Невраст је био одвојен од Хитлума јужним обронцима Еред Ломина, али он је обично сматран за део Хитлума, иако му је клима била типична за остатак Белеријанда.
Хитлум је био хладна и кишовита област, али веома плодна. Нолдори су се овде искрцали у рукавцу Дренгист и направили прве базе на обалама језера Митрим.
Касније током Првог доба, Хитлум је био под сталним нападом Моргота, да би коначно био изгубљен након Битке небројених суза. Хадоријанци су били или убијени или поробљени или су се разбежали, Нолдори су били послати у Морготове руднике ако нису успели да побегну на време, а Моргот је, ускративши им пространства Белеријанда, послао Источњаке у Хитлум.
Хитлум је потпуно уништен у Рату Бесних. 

## Митрим
Митрим је био југоисточни део Хитлума и граничио се са Дор-ломином на западу, од кога су га одвајала брда Митрима. Клима у Митриму је била иста као и у остатку Хитлума, ваздух оштар а зиме хладне, али је био лепа земља.
У Митриму се налазило велико истоимено језеро, покрај кога су Нолдори направили своје прве базе у Средњој земљи: синови Феанора на северној обали, а Финголфинова група на јужној. Они су ту боравили све док њихов спор није решен, након чега су се раселили у друге делове Белеријанда. У Митриму су живели и Сиви Вилењаци, који су се помешали са Нолдорима након што су научили синдарински језик.
Касније, током Првог доба, Митримом је владао Финголфин, јер је то био најгушће насељени део Хитлума.

## Дор-ломин
Дор-ломин, „земља одјека“, је био југозападни део Хитлума, који је на истоку био ограничен брдима Митрима а на северу реком, чији је водопад прелазио преко Капије Нолдора.
Првобитно је био колонијализован Нолдорима убрзо након што су стигли у Средњу земљу, и током дугог периода је њиме владао Фингон, син Финголфинов, све док није преузео титулу Узвишеног краља Нолдора, након Финголфинове смрти.
У то време су Едаини, који су касније били познати по имену Кућа Хадора, ушли у Белеријанд и Фингон им је дао у власништво земље Дор-ломина.
Хурин, син Галдоров, последњи едаински господар из куће Хадора, је живео у југозападном делу Дор-ломина, покрај брда Амон Дартир, где је извирала река Нен Лалаит. Након Битке небројених суза, када је кућа Хадора била готово уништена, Источњаци су се населили у Дор-ломин, а Туор, Хуринов братанац, је одгајен код вилењака Андрота.
Као и остатак Хитлума, и Дор-ломин је потпуно уништен на крају Првог доба.